# ヘンリー・フレッチャー・ハンス

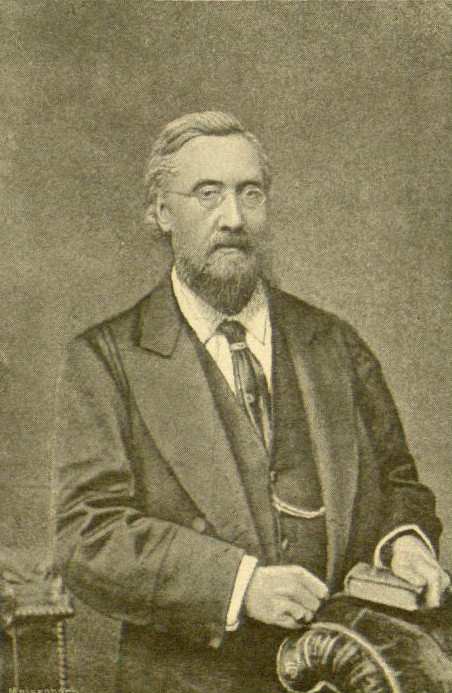
Henry Fletcher Hance

ヘンリー・フレッチャー・ハンス（英語:  Henry Fletcher Hance、1827年8月4日 - 1886年6月22日）は、イギリスの外交官である。中国で働き、余暇に中国の植物を収集したことで知られる。

## 概要
ロンドンで生まれた。1814年に香港に派遣され、その後、広州の黄埔の副領事、広東の領事、厦門の領事を務め、厦門で没した。外交官の仕事の余暇に中国の植物を収集し、1873年にジョージ・ベンサムの著書『香港の植物』（"Flora Hongkongensis":1861年）の補足を出版した。
バンレイシ科の種、Polyalthia hanceiやキク科の Artemisia hancei、スイカズラ科のViburnum hanceanumなどに献名されている。